# استان دارین
استان دارین (تلفظ: داری‌یه‌ن) (به اسپانیایی: Provincia de Darién) یکی از ده استان پاناما است که در شرق این کشور واقع شده‌است. استا دارئین ۱۱٬۸۹۲٫۵ کیلومتر مربع مساحت و ۴۸٬۳۷۸ نفر جمعیت دارد. در ضمن دارئین از نظر مساحت بزرگترین استان پاناما محسوب می‌شود.